# Subligny (Yonne)
Subligny ist eine französische Gemeinde mit 520 Einwohnern (Stand: 1. Januar 2022) im Département Yonne in der Region Bourgogne-Franche-Comté. Paron gehört zum Arrondissement Sens und zum Kanton Gâtinais en Bourgogne (bis 2015: Kanton Sens-Ouest). Die Einwohner werden Sublignois genannt.

## Geographie
Subligny liegt etwa fünf Kilometer westsüdwestlich des Stadtzentrums von Sens. Umgeben wird Subligny von den Nachbargemeinden Villeroy und Nailly im Norden, Paron im Nordosten, Collemiers im Süden und Osten, Villeneuve-la-Dondagre im Süden und Südwesten sowie Fouchères im Westen.
Am Westrand der Gemeinde führt die Autoroute A19 entlang.

## Bevölkerungsentwicklung
| Jahr                       | 1881 | 1962 | 1968 | 1975 | 1982 | 1990 | 1999 | 2006 | 2013 |
| Einwohner                  | 388  | 316  | 301  | 325  | 385  | 433  | 478  | 483  | 498  |
| Quellen: Cassini und INSEE |      |      |      |      |      |      |      |      |      |

## Sehenswürdigkeiten

Kirche Notre-Dame

- Kirche Notre-Dame